# Hynčice
Hynčice (in tedesco Heinzendorf) è un comune della Repubblica Ceca facente parte del distretto di Náchod, nella regione di Hradec Králové.

## Storia
Il villaggio fu fondato nel corso della bonifica dell'area da parte dei coloni dell'abbazia di Břevnov (il territorio fu ricevuto dai monaci nel 1255). La prima testimonianza scritta di Hayniczdorf risale al 1393, ed è stata ritrovata nel registro fondiario del convento di Braunau. Il villaggio apparteneva alla proprietà del monastero, i suoi abitanti vivevano di agricoltura, silvicoltura e pesca della trota. Nel corso del XIX secolo il paese crebbe grazie alle industrie tessili (basate soprattutto sul lino). Dal 1875 Hynčice è collegata alla rete ferroviaria.
Nel 1892, Anselm Heinzel, un meccanico di tessitura fondò la ditta fratelli Heinzel, che nel 1918 era cresciuta a 352 telai, la più grande dell'Austria-Ungheria. L'azienda opera dal 1879 a Dittersbach e produce un particolare colorante dall'inizio del XX secolo. L'estrazione di calcare è stato dismessa nel 1900. Nel 1930 vivevano nel villaggio 739 anime.
Nel sud-ovest del paese vicino Jetřichov ci sono i resti della cappella di Loudon, costruita in memoria del generale Laudon.